# Hans Georg Huber
Hans Georg Huber (* 6. September 1942 in Neumarkt i.d.OPf.; † 15. März 2014 in Berching) war ein deutscher Verfahrenstechniker und Unternehmer.

## Leben
Hans Huber studierte von 1961 bis 1967 an der Technischen Universität München Verfahrenstechnik. 1967 übernahm er gemeinsam mit seinem Bruder Karl-Josef die Geschäftsführung des traditionsreichen, seit über 130 Jahren bestehenden Familienunternehmens Hans Huber GmbH (seit 2003 Hans Huber AG, seit 2009 Huber SE) und fungierte hier als Vorstand. In den folgenden Jahrzehnten bauten sie das Haus mit der Entwicklung von Maschinen und Anlagen zur Wasseraufbereitung und Behandlung von verschmutztem Wasser und Brauchwasser sowie Frischwasseraufbereitung in den Bereichen Wasserversorgung und Abwasserentsorgung zu einem weltweit tätigen Unternehmen auf.
Über seine unternehmerische Tätigkeit hinaus engagierte sich Huber in mehreren Interessenverbänden von Unternehmern. Er war Mitglied im Präsidium des Wirtschaftsbeirats der Union, einer den Unionsparteien nahestehenden Vereinigung von Unternehmern. 1998 wurde er zum European Dynamic Entrepreneur gewählt, 2002 erhielt er die Umweltmedaille des Freistaates Bayern und 2004 das Bundesverdienstkreuz am Bande. Ebenfalls 2004 wurde er Mitglied des Forschungsbeirats des Forschungsinstituts für Wasser- und Abfallwirtschaft an der RWTH Aachen. Seit 2005 war er Mitglied im Council of Distinguished Water Professionals der International Water Association IWA in London und Partner im Umweltpakt Bayern, einer Zusammenarbeit zwischen der Bayerischen Staatsregierung und der Bayerischen Wirtschaft. Seit der Gründung des Umweltcluster Bayern im Jahr 2006 wirkte er als Clustersprecher, bis er das Amt im Juni 2013 aufgab und durch Reinhard Büchl abgelöst wurde. Huber wurde zum Ehrenclusterspecher ernannt.
Hans Huber war außerdem seit 2004 Ehrenbürger seiner Heimatstadt Berching.
Im Oktober 2006 wurde er zusammen mit dem Pflanzenökologen Ernst-Detlef Schulze mit dem Umweltpreis der Bundesstiftung Umwelt für die Entwicklung von in Schwellen- und Entwicklungsländern anwendbaren, robusten Anlagen zur Frischwasseraufbereitung und Abwasserbehandlung ausgezeichnet. Im Juli 2007 empfing er aus der Hand des bayerischen Ministerpräsidenten Edmund Stoiber den Bayerischen Verdienstorden.
Weiterhin wurde ihm im Oktober 2007 für seine außergewöhnlichen ingenieurwissenschaftlichen Leistungen auf dem Gebiet des technischen Umweltschutzes die Ehrendoktorwürde der Technischen Universität München (Fakultät für Bauingenieur- und Vermessungswesen) verliehen.
Hans Huber war seit 1961 Mitglied der katholischen Studentenverbindung KDStV Tuiskonia München im CV.
Er war mit der Musikwissenschaftlerin Manuela Jahrmärker verheiratet.